# Alain Lalonde
Alain Lalonde (* 19. April 1951 in Montreal) ist ein kanadischer Komponist.

## Leben
Alain Lalonde studierte Klavier zunächst an der l'École Vincent-d'Indy, später am Conservatoire de musique du Québec bei Gilles Tremblay. Danach studierte er an der Universität Montreal bei Serge Garant und Marcelle Deschênes. 1974 nahm er an einem Studienprogramm für junge Komponisten in Paris und Strasburg teil.
Seit 1978 unterrichtet Lalonde an der Universität Montreal, wo er auch seine Dissertation unter Betreuung von Michel Longtin verfasste. 1980 erhielt er den ersten Preis des kanadischen Komponistenverbandes (CAPAC) für das Orchesterstück Air-Métal. Seit den 1980er Jahren rückten Gemeinschaftsprojekte mit anderen Komponisten in den Mittelpunkt seines Interesses. Als Mitglied der Group des sisses (neben Walter Boudreau, Michel-Georges Brégent, Michel Gonneville, Denis Gougeon und Michel Longtin, später John Rea) arbeitete er an Gemeinschaftskompositionen wie La Folia, Musique des jardins sans complexe und Fanfares-plus.
In Zusammenarbeit mit Michel Gonneville, Pierre Desrochers, André Hamel und Alain Dauphinais entstand Sonoguide, ein multimediales Werk, zu dem eine Führung durch die Musikfakultät der Universität Montreal gehörte.
Nach dem Erfolg dieses Projektes gründete er 1992 mit Hamel und Dauphinais die Espaces sonores illimités (ESI). Die Gruppe komponierte u. a. Musique en espace sacré für das 11. Internationale Festival der zeitgenössischen Musik 1994 in Victoriaville, die Rundfunkproduktion Cadavres presqu'exquis und die Symphonie des éléments und beteiligte sich an der Komposition der Symphonie du millénaire.

## Werke
- Couleurs für Vello, Harfe und fünf Perkussionisten, 1974
- Trois Solos d'un personage für Flöte solo, 1976–77
- Hommage à Schumann für Orchester, 1977
- Air-Métal für Orchester, 1979
- Espaces für Kammerensemble, 1981
- Étude de distances, de relations, de contacts, de communication, d'ouverture für zwei Hörner, Trompete, Posaune, Schlagzeug, Violine, Viola und Cello, 1982
- À la recherche de… für zwei Soprane und drei Perkussionisten, 1983
- Echolalie l'air erre für vier Hörner, vier Trompeten, zwei Posaunen, zwei Tubas und vier Perkussionisten, 1987
- Dans l'univers, l'amour für Orchester und Tonband, 1987
- Glissements, tourments, ravissements für zwei Posaunen, zwei Ondes Martenot, Violine, Viola, Cello und Kontrabass, 1988
- Mouvances, Errances et toute cette sorte d'ances für zwei Oboen, drei Hörner, elektronische Perkussion und vier Violen, 1988
- Appels à l'être für Perkussion, 1990. Percussionist-actor
- Musiques en Espace Sacré für Kammerorchester und zwei Solisten auf historischen und Volksinstrumenten (ESI), 1994
- Cadavres presqu'exquis für Kammerorchester (ESI), 1996
- Symphonie des éléments (ESI), 2005 (UA)

## Weblink
- Alain Lalonde. In: Canadian Music Centre

| Personendaten    | Personendaten         |
| ---------------- | --------------------- |
| NAME             | Lalonde, Alain        |
| KURZBESCHREIBUNG | kanadischer Komponist |
| GEBURTSDATUM     | 19. April 1951        |
| GEBURTSORT       | Montreal              |